# 500 kilomètres de Pergusa FIA GT 2003
Navigation
Édition précédente

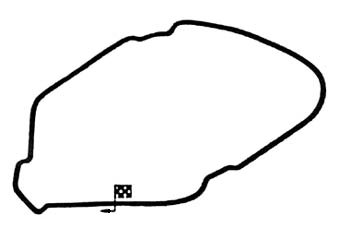
plan du circuit Pergusa

Les 500 kilomètres de Pergusa 2003 FIA GT, disputées le 11 mai 2003 sur le circuit d'Enna-Pergusa, sont la troisième manche du championnat FIA GT 2003.

## Course

### Classement de la course
Classement à l'issue de la course (vainqueurs de catégorie en gras), :
| Pos.   | Catégorie | N° | Écurie                                    | Pilotes                                              | Châssis                   | Pneus | Tours |
| Pos.   | Catégorie | N° | Écurie                                    | Pilotes                                              | Moteur                    | Pneus | Tours |
| ------ | --------- | -- | ----------------------------------------- | ---------------------------------------------------- | ------------------------- | ----- | ----- |
| 1      | GT        | 23 | BMS Scuderia Italia                       | Matteo Bobbi Thomas Biagi                            | Ferrari 550-GTS Maranello | M     | 102   |
| 1      | GT        | 23 | BMS Scuderia Italia                       | Matteo Bobbi Thomas Biagi                            | Ferrari 5.9L V12          | M     | 102   |
| 2      | GT        | 14 | Lister Storm Racing                       | Jamie Campbell-Walter Nathan Kinch                   | Lister Storm              | D     | 102   |
| 2      | GT        | 14 | Lister Storm Racing                       | Jamie Campbell-Walter Nathan Kinch                   | Jaguar 7.0L V12           | D     | 102   |
| 3      | GT        | 21 | Care Racing BMS Scuderia Italia           | Stefano Livio Lilian Bryner Enzo Calderari           | Ferrari 550-GTS Maranello | M     | 101   |
| 3      | GT        | 21 | Care Racing BMS Scuderia Italia           | Stefano Livio Lilian Bryner Enzo Calderari           | Ferrari 5.9L V12          | M     | 101   |
| 4      | GT        | 6  | Creation Autosportif                      | Bobby Verdon-Roe Marco Zadra                         | Lister Storm              | D     | 101   |
| 4      | GT        | 6  | Creation Autosportif                      | Bobby Verdon-Roe Marco Zadra                         | Jaguar 7.0L V12           | D     | 101   |
| 5      | GT        | 15 | Lister Storm Racing                       | Andrea Piccini Jean-Denis Delétraz                   | Lister Storm              | D     | 100   |
| 5      | GT        | 15 | Lister Storm Racing                       | Andrea Piccini Jean-Denis Delétraz                   | Jaguar 7.0L V12           | D     | 100   |
| 6      | GT        | 4  | Force One Racing Festina                  | Philippe Alliot Steve Zacchia                        | Chrysler Viper GTS-R      | P     | 99    |
| 6      | GT        | 4  | Force One Racing Festina                  | Philippe Alliot Steve Zacchia                        | Chrysler 8.0L V10         | P     | 99    |
| 7      | N-GT      | 61 | EMKA Racing                               | Martin Short Tim Sugden                              | Porsche 911 GT3-R         | D     | 99    |
| 7      | N-GT      | 61 | EMKA Racing                               | Martin Short Tim Sugden                              | Porsche 3.6L Flat-6       | D     | 99    |
| 8      | N-GT      | 52 | JMB Racing                                | Andrea Bertolini Fabrizio de Simone                  | Ferrari 360 Modena GT     | P     | 99    |
| 8      | N-GT      | 52 | JMB Racing                                | Andrea Bertolini Fabrizio de Simone                  | Ferrari 3.6L V8           | P     | 99    |
| 9      | GT        | 8  | Graham Nash Motorsport                    | Miguel Ramos Ni Amorim Pedro Chaves                  | Saleen S7-R               | D     | 97    |
| 9      | GT        | 8  | Graham Nash Motorsport                    | Miguel Ramos Ni Amorim Pedro Chaves                  | Ford 7.0L V8              | D     | 97    |
| 10     | N-GT      | 75 | Team Eurotech                             | David Jones Godfrey Jones                            | Porsche 911 GT3-R         | D     | 97    |
| 10     | N-GT      | 75 | Team Eurotech                             | David Jones Godfrey Jones                            | Porsche 3.6L Flat-6       | D     | 97    |
| 11     | GT        | 18 | Zwaan's Racing                            | Arjan van der Zwaan Rob van der Zwaan Klaus Abbelen  | Chrysler Viper GTS-R      | D     | 96    |
| 11     | GT        | 18 | Zwaan's Racing                            | Arjan van der Zwaan Rob van der Zwaan Klaus Abbelen  | Chrysler 8.0L V10         | D     | 96    |
| 12     | N-GT      | 77 | RWS Yukos Motorsport                      | Nikolai Fomenko Alexey Vasilyev                      | Porsche 911 GT3-RS        | P     | 95    |
| 12     | N-GT      | 77 | RWS Yukos Motorsport                      | Nikolai Fomenko Alexey Vasilyev                      | Porsche 3.6L Flat-6       | P     | 95    |
| 13     | N-GT      | 56 | Alda Motorsport                           | Andrzej Dziurka Wojciech Dobrzanski                  | Porsche 911 GT3-RS        | D     | 95    |
| 13     | N-GT      | 56 | Alda Motorsport                           | Andrzej Dziurka Wojciech Dobrzanski                  | Porsche 3.6L Flat-6       | D     | 95    |
| 14     | N-GT      | 53 | JMB Racing                                | Antoine Gosse Peter Kutemann                         | Ferrari 360 Modena N-GT   | P     | 94    |
| 14     | N-GT      | 53 | JMB Racing                                | Antoine Gosse Peter Kutemann                         | Ferrari 3.6L V8           | P     | 94    |
| 15     | N-GT      | 88 | Team Maranello Concessionaires            | Tim Mullen Jamie Davies                              | Ferrari 360 Modena GT     | D     | 84    |
| 15     | N-GT      | 88 | Team Maranello Concessionaires            | Tim Mullen Jamie Davies                              | Ferrari 3.6L V8           | D     | 84    |
| 16     | N-GT      | 89 | Team Maranello Concessionaires            | Darren Turner Kelvin Burt                            | Ferrari 360 Modena N-GT   | D     | 81    |
| 16     | N-GT      | 89 | Team Maranello Concessionaires            | Darren Turner Kelvin Burt                            | Ferrari 3.6L V8           | D     | 81    |
| 17 DNF | GT        | 2  | Konrad Motorsport                         | Franz Konrad Toni Seiler Jean-Marc Gounon            | Saleen S7-R               | D     | 65    |
| 17 DNF | GT        | 2  | Konrad Motorsport                         | Franz Konrad Toni Seiler Jean-Marc Gounon            | Ford 7.0L V8              | D     | 65    |
| 18 DNF | N-GT      | 58 | Auto Palace Compétition                   | Steeve Hiesse Guillaume Gomez                        | Ferrari 360 Modena GT     | P     | 45    |
| 18 DNF | N-GT      | 58 | Auto Palace Compétition                   | Steeve Hiesse Guillaume Gomez                        | Ferrari 3.6L V8           | P     | 45    |
| 19 DNF | N-GT      | 74 | Team Eurotech                             | Mike Jordan Mark Sumpter                             | Porsche 911 GT3-RS        | D     | 45    |
| 19 DNF | N-GT      | 74 | Team Eurotech                             | Mike Jordan Mark Sumpter                             | Porsche 3.6L Flat-6       | D     | 45    |
| 20 DNF | GT        | 9  | JMB Racing                                | Philipp Peter Fabio Babini                           | Ferrari 550 Maranello     | P     | 41    |
| 20 DNF | GT        | 9  | JMB Racing                                | Philipp Peter Fabio Babini                           | Ferrari 6.0L V12          | P     | 41    |
| 21 DNF | N-GT      | 51 | Freisinger Motorsport                     | Bert Longin Gabriele Gardel                          | Porsche 911 GT3-RS        | D     | 40    |
| 21 DNF | N-GT      | 51 | Freisinger Motorsport                     | Bert Longin Gabriele Gardel                          | Porsche 3.6L Flat-6       | D     | 40    |
| 22 DNF | N-GT      | 57 | MenX                                      | Tomáš Enge Robert Pergl                              | Ferrari 360 Modena GT     | D     | 39    |
| 22 DNF | N-GT      | 57 | MenX                                      | Tomáš Enge Robert Pergl                              | Ferrari 3.6L V8           | D     | 39    |
| 23 DNF | N-GT      | 99 | RWS Yukos Motorsport                      | Walter Lechner, Jr. Stéphane Daoudi                  | Porsche 911 GT3-R         | P     | 23    |
| 23 DNF | N-GT      | 99 | RWS Yukos Motorsport                      | Walter Lechner, Jr. Stéphane Daoudi                  | Porsche 3.6L Flat-6       | P     | 23    |
| 24 DNF | GT        | 16 | Wieth Racing                              | Wolfgang Kaufmann Niko Wieth Vittorio Zoboli         | Ferrari 550 Maranello     | D     | 18    |
| 24 DNF | GT        | 16 | Wieth Racing                              | Wolfgang Kaufmann Niko Wieth Vittorio Zoboli         | Ferrari 6.0L V12          | D     | 18    |
| 25 DNF | N-GT      | 50 | Freisinger Motorsport                     | Marc Lieb Stéphane Ortelli                           | Porsche 911 GT3-RS        | D     | 16    |
| 25 DNF | N-GT      | 50 | Freisinger Motorsport                     | Marc Lieb Stéphane Ortelli                           | Porsche 3.6L Flat-6       | D     | 16    |
| 26 DNF | GT        | 10 | JMB Racing                                | Boris Derichebourg David Terrien Christian Pescatori | Ferrari 550 Maranello     | P     | 14    |
| 26 DNF | GT        | 10 | JMB Racing                                | Boris Derichebourg David Terrien Christian Pescatori | Ferrari 6.0L V12          | P     | 14    |
| 27 DNF | GT        | 11 | Roos Optima Racing Team                   | Henrik Roos Magnus Wallinder                         | Chrysler Viper GTS-R      | D     | 11    |
| 27 DNF | GT        | 11 | Roos Optima Racing Team                   | Henrik Roos Magnus Wallinder                         | Chrysler 8.0L V10         | D     | 11    |
| 28 DNF | GT        | 12 | Proton Competition                        | Christian Ried Gerold Ried                           | Porsche 911 GT2           | Y     | 10    |
| 28 DNF | GT        | 12 | Proton Competition                        | Christian Ried Gerold Ried                           | Porsche 3.6L Turbo Flat-6 | Y     | 10    |
| 29 DNF | GT        | 5  | Force One Racing Festina Carsport Holland | Mike Hezemans Anthony Kumpen                         | Chrysler Viper GTS-R      | P     | 5     |
| 29 DNF | GT        | 5  | Force One Racing Festina Carsport Holland | Mike Hezemans Anthony Kumpen                         | Chrysler 8.0L V10         | P     | 5     |
| DSQ    | GT        | 22 | BMS Scuderia Italia                       | Fabrizio Gollin Luca Cappellari                      | Ferrari 550-GTS Maranello | M     | 102   |
| DSQ    | GT        | 22 | BMS Scuderia Italia                       | Fabrizio Gollin Luca Cappellari                      | Ferrari 5.9L V12          | M     | 102   |
| DNS    | GT        | 7  | Graham Nash Motorsport                    | Mike Newton Thomas Erdos                             | Saleen S7-R               | D     | -     |
| DNS    | GT        | 7  | Graham Nash Motorsport                    | Mike Newton Thomas Erdos                             | Ford 7.0L V8              | D     | -     |